# Liste der Baudenkmale in Renkenberge
In der Liste der Baudenkmale in Renkenberge sind alle Baudenkmale der niedersächsischen Gemeinde Renkenberge aufgelistet. Die Quelle der Baudenkmale ist der Denkmalatlas Niedersachsen. Der Stand der Liste ist der 9. Mai 2021.

## Allgemein
In den Spalten befinden sich folgende Informationen:
- Lage: die Adresse des Baudenkmales und die geographischen Koordinaten. Kartenansicht, um Koordinaten zu setzen. In der Kartenansicht sind Baudenkmale ohne Koordinaten mit einem roten Marker dargestellt und können in der Karte gesetzt werden. Baudenkmale ohne Bild sind mit einem blauen Marker gekennzeichnet, Baudenkmale mit Bild mit einem grünen Marker.
- Bezeichnung: Bezeichnung des Baudenkmales
- Beschreibung: die Beschreibung des Baudenkmales. Unter § 3 Abs. 2 NDSchG werden Einzeldenkmale und unter § 3 Abs. 3 NDSchG Gruppen baulicher Anlagen und deren Bestandteile ausgewiesen.
- ID: die Objekt-ID des Baudenkmales
- Bild: ein Bild des Baudenkmales, ggf. zusätzlich mit einem Link zu weiteren Fotos des Baudenkmals im Medienarchiv Wikimedia Commons. Wenn man auf das Kamerasymbol klickt, können Fotos zu Baudenkmalen aus dieser Liste hochgeladen werden:

## Renkenberge

### Gruppe: Gut Renkenberge
Die Gruppe „Gut Renkenberge“ hat die ID 35899382.

| Lage                                         | Bezeichnung        | Beschreibung       | ID       | Bild |
| -------------------------------------------- | ------------------ | ------------------ | -------- | ---- |
| Wahner Straße 25 52° 53′ 30″ N, 7° 23′ 55″ O | Trafostation       |                    | 35934159 | BW   |
| Wahner Straße 25 52° 53′ 29″ N, 7° 23′ 55″ O | Nebengebäude       |                    | 35934100 | BW   |
| Wahner Straße 27 52° 53′ 30″ N, 7° 23′ 56″ O | Wirtschaftsgebäude | Bullenstall        | 35934070 | BW   |
| Wahner Straße 27 52° 53′ 29″ N, 7° 23′ 59″ O | Wirtschaftsgebäude | Wirtschaftsgebäude | 35934039 | BW   |
| Wahner Straße 27 52° 53′ 27″ N, 7° 23′ 58″ O | Wirtschaftsgebäude | Rinderstall        | 35934009 | BW   |
| Wahner Straße 25 52° 53′ 27″ N, 7° 23′ 57″ O | Remise             |                    | 35933979 | BW   |
| Wahner Straße 25 52° 53′ 27″ N, 7° 23′ 55″ O | Wohnhaus           | Inspektorenhaus    | 35933919 | BW   |
| Wahner Straße 29 52° 53′ 25″ N, 7° 23′ 57″ O | Wohnhaus           | Melkerhaus         | 35933949 | BW   |
| Gutshofstraße 2 52° 53′ 23″ N, 7° 23′ 59″ O  | Wohnhaus           |                    | 35934189 | BW   |
| Gutshofstraße 4 52° 53′ 24″ N, 7° 24′ 0″ O   | Wohnhaus           |                    | 35934219 | BW   |
| Gutshofstraße 6 52° 53′ 25″ N, 7° 24′ 0″ O   | Wohnhaus           |                    | 35934249 | BW   |
| Gutshofstraße 8 52° 53′ 25″ N, 7° 24′ 1″ O   | Wohnhaus           |                    | 35934279 | BW   |
| Gutshofstraße 10 52° 53′ 26″ N, 7° 24′ 2″ O  | Wohnhaus           |                    | 35934309 | BW   |
| Gutshofstraße 1 52° 53′ 27″ N, 7° 24′ 3″ O   | Wohnhaus           |                    | 35934729 | BW   |
| Gutshofstraße 3 52° 53′ 26″ N, 7° 24′ 4″ O   | Wohnhaus           |                    | 35934699 | BW   |
| Gutshofstraße 5 52° 53′ 25″ N, 7° 24′ 5″ O   | Wohnhaus           |                    | 35934669 | BW   |
| Gutshofstraße 7 52° 53′ 25″ N, 7° 24′ 5″ O   | Wohnhaus           |                    | 35934639 | BW   |
| Gutshofstraße 9 52° 53′ 24″ N, 7° 24′ 6″ O   | Wohnhaus           |                    | 35934609 | BW   |
| Gutshofstraße 11 52° 53′ 23″ N, 7° 24′ 7″ O  | Wohnhaus           |                    | 35934579 | BW   |
| Gutshofstraße 13 52° 53′ 22″ N, 7° 24′ 7″ O  | Wohnhaus           |                    | 35934549 | BW   |
| Gutshofstraße 15 52° 53′ 22″ N, 7° 24′ 7″ O  | Wohnhaus           |                    | 35934519 | BW   |
| Gutshofstraße 17 52° 53′ 21″ N, 7° 24′ 7″ O  | Wohnhaus           |                    | 35934489 | BW   |
| Gutshofstraße 12 52° 53′ 24″ N, 7° 24′ 3″ O  | Wohnhaus           |                    | 35934339 | BW   |
| Gutshofstraße 14 52° 53′ 24″ N, 7° 24′ 4″ O  | Wohnhaus           |                    |          | BW   |
| Gutshofstraße 16 52° 53′ 23″ N, 7° 24′ 4″ O  | Wohnhaus           |                    | 35934369 | BW   |
| Gutshofstraße 18 52° 53′ 23″ N, 7° 24′ 5″ O  | Wohnhaus           |                    | 35934429 | BW   |
| Gutshofstraße 20 52° 53′ 22″ N, 7° 24′ 5″ O  | Wohnhaus           |                    | 35934459 | BW   |